# Heinrich Class
Pour les articles homonymes, voir Class.
Heinrich Class (29 février 1868, Alzey – 16 avril 1953, Iéna) était un homme politique allemand de droite, président de la Ligue pangermaniste allemande de 1908 à 1938.
Il est connu pour ses ouvrages politique d’extrême droite, écrits sous les pseudonymes de Daniel Frymann ou d’Einhart ; le plus célèbre d’entre eux, publié en 1912, Wenn ich der Kaiser wär'  (Si j’étais l’empereur), promeut l’impérialisme, le pangermanisme et l’antisémitisme.

## Biographie
Class étudie le droit aux universités Humboldt de Berlin, puis à Fribourg et Giessen jusqu’en 1891. En 1894, il s’installe comme avocat à Mayence.
Il s’affilie à la ligue pangermaniste allemande en 1897 et est élu au sein de sa direction en 1901. Après avoir accédé à la présidence en 1908, il donne à la ligue une politique plus radicale. En 1911, cette politique radicale, qui s’exprime notamment lors de la crise d’Agadir, le fait entrer en conflit avec Theobald von Bethmann Hollweg ; au cours de la même année, il est l’un des membres fondateurs de l’association de l’armée allemande, pour développer l’armement du pays.
Au cours de la Première Guerre mondiale, il réclame l’annexion de la Belgique. En 1917, il fonde le parti de la patrie allemande, avec Alfred von Tirpitz et Wolfgang Kapp.
Après 1918, il rencontre Adolf Hitler et il soutient le putsch de la Brasserie de 1923. En 1931, il est l’un des fondateurs du front de Harzburg, avant de s’inscrire au parti nazi en 1933. Sa vision impérialiste, pangermaniste et antisémite influence significativement les nazis.

## Publications
- Bilanz eines neuen Kurses. - Berlin : Alldt. Verl., 1903
- (as Einhart): Deutsche Geschichte. - Leipzig : Diederich, 1909
- (as Daniel Frymann): Wenn ich Kaiser wär... : politische Wahrheiten und Notwendigkeiten. - Leipzig : Dieterich, 1912 (ab 1925 known as Das Kaiserbuch)
- West-Marokko deutsch!. - Munich : Lehmann, 1911
- Wider den Strom : vom Werden und Wachsen der nationalen Opposition im alten Reich. - Leipzig : Köhler, 1932
- Zum deutschen Kriegsziel : eine Flugschrift. - Munich : Lehmann, 1917